# Старь (Новгородская область)
Старь — деревня в Марёвском муниципальном районе Новгородской области, с 12 апреля 2010 года входит в Марёвское сельское поселение. На 1 января 2012 года постоянное население деревни — 16 человек.
Деревня находится на высоте 183 м над уровнем моря, на Валдайской возвышенности, с южной стороны автодороги Р50, к юго-западу от деревни Поповка.
В деревне Старь одна улица — Школьная.

## История
До 12 апреля 2010 года деревня входила в состав ныне упразднённого Липьевского сельского поселения.

## Экономика, социально-значимые объекты и достопримечательности
В Стари расположено муниципальное общеобразовательное учреждение — основная общеобразовательная школа, которая находится в процессе реорганизации в форме присоединения к АМОУ СОШ села Марёво.
| 2010 |
| ---- |
| 17   |